# Boris Brunčko
Boris Brunčko, slovenski gledališki igralec in režiser, * 28. november 1919, Celje, † 4. oktober 1982, Golnik.

## Življenje in delo
Od 1936 do smrti je bil član Slovenskega narodnega gledališča v Mariboru, po letu 1945 kot eden vodilnih karakternih dramskih igralcev. Nastopil je v množici vlog, med katerimi izstopajo: Mirko v Žižkovi priredbi Miklove Zale, Leone v Krleževi Gospoda Glembajevi, Danforth v Millerjevem Lovu na čarovnice, Kremžar v Partljičevi komediji Ščuke pa ni. 
Poročen je bil z igralko Pavlo Brunčko.